# グーパー
グーパー若しくはグッパーは、じゃんけんの変種の一つ。多人数を2組もしくは3組に分ける際に用いられる。
参加者は掛け声（同じ県は勿論、同じ市町村ですら異なり、所属する小学校毎に違うと言われる）とともにじゃんけんの手形であるグーとパーのいずれかを出し、同じ手形を出したもの同士を同じ組とすることにより2組に分ける。参加者全員で一斉に行う場合と、まず参加者を2人ずつの組に分けたのち、各組で行う場合とがある。
また許容する手形をグーとパーの2種ではなく、グーとチョキの2種とする地域もあり、グーチーやグッチー、またはこれが変形した呼称で呼ばれる。じゃんけんの手形3種のうち2種を選んだ場合、パーとチョキの2種も組み合わせとして考えられるが、使用例は少ない。また遊戯名称や掛け声においては「グーパー」「グーチー」のようにグーが先に唱えられる場合がほとんどである。３組に分ける場合は｢グッピッパ｣と言う。
使用される掛け声は許容する2種の手形であるグーとパー、あるいはグーとチョキを織り込んだものを基本に、語調を整えるためにさまざまな語句が付加される。付加語としては「ぐー ぱー ほいほいほい」のように通常のじゃんけんと同じものが使用されることもあるが、組分けという目的に特化した語が用いられることも多い。「ぐーと ぱーでー わかれましょ」「ぐっ（と）ぱーで わかれましょ」のように「分かれる」を使ったものは日本全体で見た場合は優勢な語形である。「ぐーと ぱーでー あったひと」のように「合う」を使ったものもあり、一部地域で付加語として用いられる「あたま」「おだま」「おやこ」「あーもんど」のような特異な語形は「合った者」「合った子」「合う者同士」が変化していったものではないかという推測もある。このほか「ぐーと ぱーでー くみましょね」のように「組む」を使ったもの、「ぐーと ぱーの そろいぞね」のように「揃う」を使ったものなどがある。

## 注
1. ↑  加古里子『伝承遊び考4 じゃんけん遊び考』小峰書店、2008年、256-261頁。ISBN 978-4-338-22604-2。なお文中に示した掛け声の語形は、特記のない限り本書による。
2. 1 2 3 4  前田敬子「ふた手に分かれるジャンケン グーパー・グーチーの分布」『国語国文学』第48号、福井大学言語文化学会、2009年、62-53頁。
3. ↑  この部分は山田(2007)・前田(2009)の示した語形である。
4. ↑  山田敏弘「岐阜・愛知の若年層方言について1―遊びのことば・学校のことば・オノマトペ―」（pdf）『岐阜大学教育学部研究報告 人文科学』第56巻第1号、2007年、11-41頁。